# Международный теннисный турнир в Сиднее 2012

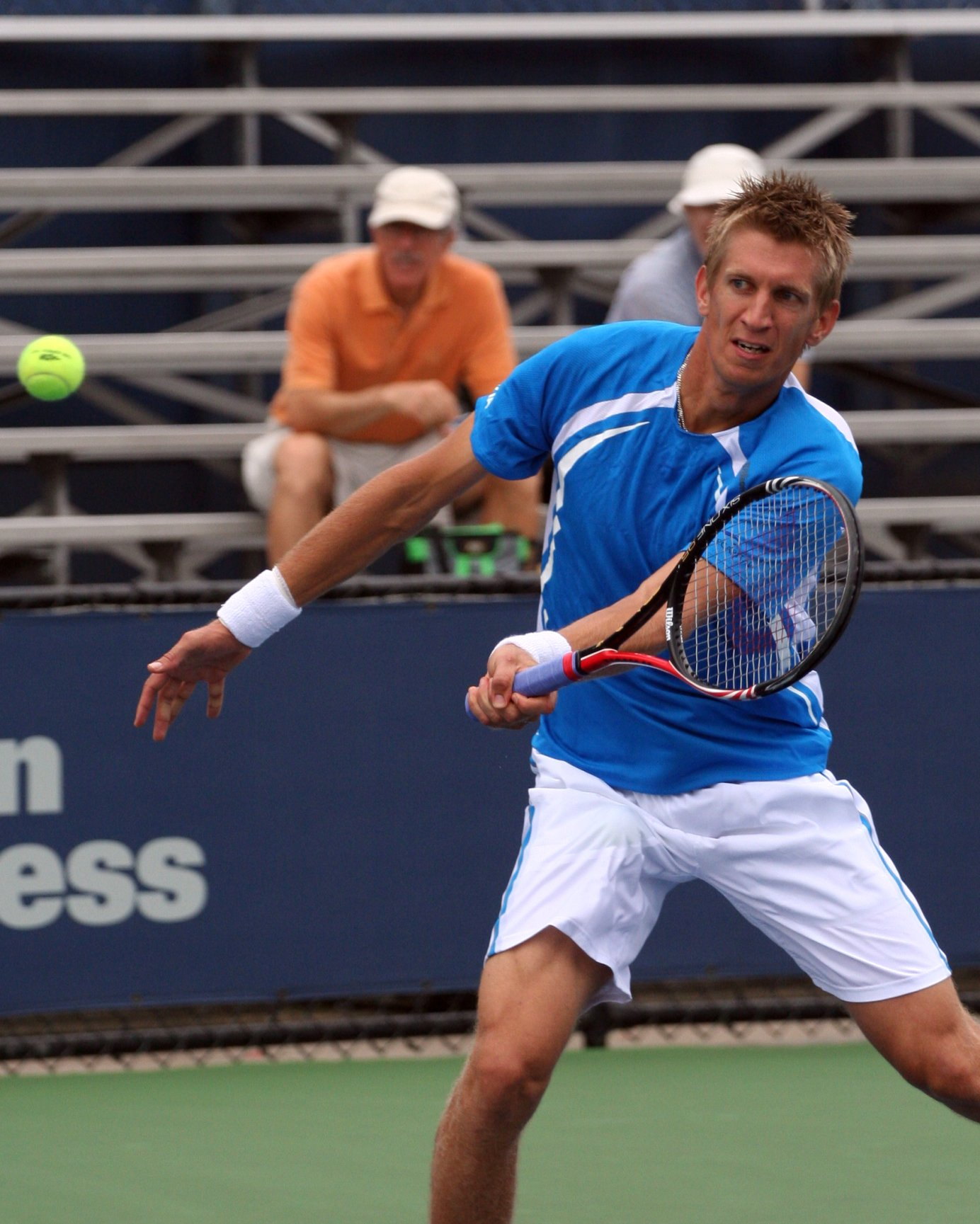
Яркко Ниеминен — победитель одиночного турнира у мужчин в 2012-м году.

Международный теннисный турнир в Сиднее 2012 года — ежегодный профессиональный теннисный турнир в серии ATP 250 для мужчин и премьер серии для женщин. Соревнования в 120-й раз проводится на открытых хардовых кортах Олимпийского теннисного парка в Сиднее, Австралия. Турнир прошёл с 8 по 15 января.
Прошлогодние победители:
- в мужском одиночном разряде —  Жиль Симон
- в женском одиночном разряде —  Ли На
- в мужском парном разряде —  Лукаш Длоуги и  Пол Хенли
- в женском парном разряде —  Ивета Бенешова и  Барбора Заглавова-Стрыцова

## Соревнования

### Одиночные турниры

#### Мужчины
Яркко Ниеминен обыграл  Жюльена Беннето со счётом 6-2, 7-5.
- Ниеминен выигрывает свой 1й одиночный турнир на соревнованиях ассоциации в году и 2й за карьеру.
- Беннето выходит в свой 1й одиночный финал на соревнованиях ассоциации в году и 6й за карьеру.

#### Женщины
Виктория Азаренко обыграла  Ли На со счётом 6-2, 1-6, 6-3.
- Азаренко выигрывает свой 1й одиночный турнир на соревнованиях ассоциации в году и 9й за карьеру.
- Ли выходит в свой 1й одиночный финал на соревнованиях ассоциации в году и 11й за карьеру.

### Парные турниры

#### Мужчины
Боб Брайан /  Майк Брайан обыграли  Яркко Ниеминена /  Мэттью Эбдена со счётом 6-1, 6-4.
- Боб Брайан выигрывает свой 1й в году и 76й за карьеру парный титул на соревнованиях мирового тура.
- Майк Брайан выигрывает свой 1й в году и 78й за карьеру парный титул на соревнованиях мирового тура.

#### Женщины
Квета Пешке /  Катарина Среботник обыграли  Лизу Реймонд /  Лизель Хубер со счётом 6-1, 4-6, [13-11].
- Пешке выигрывает свой 1й в году и 23й за карьеру парный титул на соревнованиях мирового тура.
- Среботник выигрывает свой 1й в году и 30й за карьеру парный титул на соревнованиях мирового тура.